# Antonio González (ur. 1979)
Antonio González Arias (ur. 11 lutego 1979 w Maravatío) – meksykański piłkarz występujący na pozycji napastnika.

## Kariera klubowa
González jest wychowankiem zespołu Monarcas Morelia, do którego akademii juniorskiej dołączył za namową swojego przyjaciela. Do seniorskiej drużyny został włączony jako dwudziestolatek przez szkoleniowca Luisa Fernando Tenę i w meksykańskiej Primera División zadebiutował 15 lutego 2001 w przegranym 0:3 meczu z Atlasem. Premierowego gola w najwyższej klasie rozgrywkowej strzelił natomiast w swoim trzecim występie, 24 lutego tego samego roku w zremisowanej 2:2 konfrontacji z Tolucą. Po upływie pół roku został podstawowym zawodnikiem klubu, lecz po kolejnych sześciu miesiącach nowy trener ekipy Miguel Ángel Russo relegował go z powrotem do roli rezerwowego. W 2002 roku wraz ze swoim zespołem wziął udział w turnieju Copa Libertadores, z którego odpadł ostatecznie w ćwierćfinale. W tym samym roku dotarł również do finału najbardziej prestiżowych rozgrywek północnoamerykańskiego kontynentu, Pucharu Mistrzów CONCACAF, a w jesiennym sezonie Apertura 2002 zdobył z Morelią tytuł wicemistrza Meksyku.
Nie mogąc wywalczyć sobie miejsca w wyjściowej jedenastce Morelii, na początku 2003 roku González udał się na wypożyczenie do niżej notowanej drużyny Querétaro FC, gdzie występował przez pół roku bez większych sukcesów. W sierpniu tego samego roku został wypożyczony po raz kolejny, tym razem do drugoligowego Club León, w którego barwach pełnił jednak rolę głębokiego rezerwowego, nie potrafiąc wygrać rywalizacji o miejsce w składzie z argentyńskim atakującym Héctorem Álvarezem. W styczniu 2004 podpisał umowę z pierwszoligowym CD Irapuato, gdzie także był jedynie rezerwowym, a na koniec sezonu 2003/2004 spadł z prowadzoną przez trenera Alexandre Guimarãesa drużyną do drugiej ligi. Bezpośrednio po tym został graczem występującego w drugiej lidze klubu Correcaminos UAT z siedzibą w mieście Ciudad Victoria, którego barwy reprezentował przez następne trzy lata bez większych osiągnięć, przeważnie grając w wyjściowej jedenastce. Później przez trzy i pół roku pozostawał bez klubu, by wiosną 2011 roku powrócić do Correcaminos. W sezonie Apertura 2011 wygrał z nim rozgrywki Liga de Ascenso, co wobec porażki w decydującym dwumeczu z Leónem nie zaowocowało jednak awansem do pierwszej ligi. Profesjonalną karierę piłkarską zakończył w wieku 33 lat.